# Сергєєва Галина Єрмолаївна
Галина Ермолаївна Сергєєва (1 лютого (19 січня) 1914, село Нижні Котли, Московська губернія, Російська імперія — 1 серпня 2000, Москва, Росія) — радянська акторка театру і кіно, заслужена артистка РРФСР (1935)

## Біографія
Галина Сергєєва народилася 19 січня (1 лютого) 1914 в селі Нижні Котли (нині у складі міста Москва). Закінчила ВДІК (майстерня Л. В. Кулешова).
З 1930 — акторка Театру-студії під керівництвом Р. Н. Симонова;
У 1939—1944 роки — акторка театру імені Ленінського комсомолу;
У 1944—1948 роки і в 1952—1956 роки — акторка МАДТ імені Є. Б. Вахтангова.
У кіно із 1934 року. Виступала також на естраді.
Перший чоловік актор Демич, другий — режисер О. М. Габович. Була одружена зі співаком Іваном Козловським, у шлюбі з яким мала двох дочок. Від Козловського пішла до хірурга Чакліна, який оперував її молодшу дочку. У 76 років одружилася з 78-річним актором Великого театру У. У. Горбуновим.
Померла 1 серпня 2000 року. Похована на Троєкурівському цвинтарі в Москві.

## Фільмографія
- 1934 — Пампушка
- 1935 — М'яч і серце